# Ariel Behar
Ariel Behar (* 12. November 1989 in Montevideo) ist ein uruguayischer Tennisspieler, der vor allem im Doppel erfolgreich ist.

## Karriere
Ariel Behar spielt hauptsächlich auf der ATP Challenger Tour und der ITF Future Tour. Er konnte bislang drei Doppelsiege auf der Future Tour feiern. Auf der Challenger Tour gewann er bislang 21 Titel. Zum 5. November 2012 durchbrach er erstmals die Top 200 der Weltrangliste im Doppel und seine höchste Platzierung war der 66. Rang im September 2020.
Ariel Behar spielt seit 2009 für die uruguayische Davis-Cup-Mannschaft. Für diese trat er in neun Begegnungen an, wobei er im Einzel eine Bilanz von 1:5 und eine Doppelbilanz von 2:6 aufzuweisen hat.
2011 gehörte er dem uruguayischen Team bei den Panamerikanischen Spielen 2011 in Guadalajara an. Auch trat er für Uruguay bei den Südamerikaspielen 2014 in Chile an. Ebenfalls nahm er mit der uruguayischen Mannschaft an den Panamerikanischen Spielen 2015 in Toronto teil.

## Erfolge
| Legende (Anzahl der Titel) |
| -------------------------- |
| Grand Slam                 |
| ATP Tour Finals            |
| ATP Tour Masters 1000      |
| ATP Tour 500               |
| ATP Tour 250 (3)           |
| ATP Challenger Tour (27)   |

| ATP-Titel nach Belag |
| -------------------- |
| Hartplatz (1)        |
| Sand (2)             |
| Rasen (0)            |

### Doppel

#### Turniersiege

##### ATP Tour
| Nr. | Datum           | Turnier      | Belag     | Partner         | Finalgegner                      | Ergebnis           |
| --- | --------------- | ------------ | --------- | --------------- | -------------------------------- | ------------------ |
| 1.  | 13. Januar 2021 | Delray Beach | Hartplatz | Gonzalo Escobar | Christian Harrison Ryan Harrison | 6:75, 7:64, [10:4] |
| 2.  | 11. April 2021  | Marbella     | Sand      | Gonzalo Escobar | Tomislav Brkić Nikola Čačić      | 6:2, 6:4           |
| 3.  | 23. April 2022  | Belgrad      | Sand      | Gonzalo Escobar | Nikola Mektić Mate Pavić         | 6:2, 3:6, [10:7]   |

##### ATP Challenger Tour
| Nr. | Datum             | Turnier             | Belag     | Partner             | Finalgegner                               | Ergebnis           |
| --- | ----------------- | ------------------- | --------- | ------------------- | ----------------------------------------- | ------------------ |
| 1.  | 29. Januar 2012   | Bucaramanga         | Sand      | Horacio Zeballos    | Miguel Ángel López Jaén Paolo Lorenzi     | 6:4, 7:65          |
| 2.  | 14. Juni 2014     | Košice              | Sand      | Facundo Argüello    | Andriej Kapaś Błażej Koniusz              | 6:4, 7:64          |
| 3.  | 26. Juli 2015     | Scheveningen        | Sand      | Eduardo Dischinger  | Aslan Karazew Andrei Kusnezow             | 0:0 aufgg.         |
| 4.  | 14. Februar 2016  | Santo Domingo (1)   | Sand      | Giovanni Lapentti   | Jonathan Eysseric Franko Škugor           | 7:5, 6:4           |
| 5.  | 18. Juni 2016     | Poprad-Tatry        | Sand      | Andrei Golubew      | Lukáš Dlouhý Andrej Martin                | 6:2, 5:7, [10:5]   |
| 6.  | 5. November 2016  | Guayaquil (1)       | Sand      | Fabiano de Paula    | Marcelo Arévalo Sergio Galdós             | 6:2, 6:4           |
| 7.  | 15. Oktober 2017  | Buenos Aires        | Sand      | Fabiano de Paula    | Máximo González Fabrício Neis             | 7:63, 5:7, [10:8]  |
| 8.  | 3. März 2018      | Punta del Este      | Sand      | Facundo Bagnis      | Simone Bolelli Alessandro Giannessi       | 6:2, 7:67          |
| 9.  | 31. März 2018     | Marbella            | Sand      | Guido Andreozzi     | Martin Kližan Jozef Kovalík               | 6:3, 6:4           |
| 10. | 2. Juni 2018      | Vicenza             | Sand      | Enrique López Pérez | Facundo Bagnis Fabrício Neis              | 6:2, 6:4           |
| 11. | 2. September 2018 | Mallorca            | Hartplatz | Enrique López Pérez | Daniel Evans Gerard Granollers            | kampflos           |
| 12. | 25. Mai 2019      | Jerusalem           | Hartplatz | Gonzalo Escobar     | Evan King Julian Ocleppo                  | 6:4, 7:65          |
| 13. | 27. Juli 2019     | Prag II             | Sand      | Gonzalo Escobar     | Andrei Golubew Alexander Nedowessow       | 6:74, 7:5, [10:8]  |
| 14. | 8. September 2019 | Genua               | Sand      | Gonzalo Escobar     | Guido Andreozzi Andrés Molteni            | 3:6, 6:4, [10:3]   |
| 15. | 13. Oktober 2019  | Santo Domingo (2)   | Sand      | Gonzalo Escobar     | Orlando Luz Luis David Martínez           | 6:75, 6:4, [12:10] |
| 16. | 26. Oktober 2019  | Lima II             | Sand      | Gonzalo Escobar     | Luis David Martínez Felipe Meligeni Alves | 6:2, 2:6, [10:3]   |
| 17. | 2. November 2019  | Guayaquil (2)       | Sand      | Gonzalo Escobar     | Pedro Sakamoto Thiago Seyboth Wild        | 7:64, 7:65         |
| 18. | 1. Februar 2020   | Newport Beach       | Hartplatz | Gonzalo Escobar     | Antonio Šančić Sam Weissborn              | 6:2, 6:4           |
| 19. | 22. August 2020   | Todi                | Sand      | Andrei Golubew      | Elliot Benchetrit Hugo Gaston             | 6:4, 6:2           |
| 20. | 29. August 2020   | Triest              | Sand      | Andrei Golubew      | Hugo Gaston Tristan Lamasine              | 6:4, 6:2           |
| 21. | 5. September 2020 | Cordenons           | Sand      | Andrei Golubew      | Andrés Molteni Hugo Nys                   | 7:5, 6:4           |
| 22. | 24. Oktober 2020  | Istanbul            | Hartplatz | Gonzalo Escobar     | Robert Galloway Nathaniel Lammons         | 4:6, 6:3, [10:7]   |
| 23. | 14. Mai 2023      | Francavilla al Mare | Sand      | Nicolás Barrientos  | Sander Arends Petros Tsitsipas            | 7:61, 3:6, [10:6]  |
| 24. | 9. Juni 2023      | Prostějov           | Sand      | Adam Pavlásek       | Marco Bortolotti Sergio Martos Gornés     | 7:5, 6:4           |
| 25. | 17. Juni 2023     | Bratislava          | Sand      | Adam Pavlásek       | Neil Oberleitner Tim Sandkaulen           | 6:4, 6:4           |
| 26. | 4. Mai 2025       | Estoril             | Sand      | Joran Vliegen       | Francisco Cabral Lucas Miedler            | 7:5, 6:3           |
| 27. | 18. Mai 2025      | Turin               | Sand      | Joran Vliegen       | Robin Haase Hendrik Jebens                | 6:2, 6:4           |

#### Finalteilnahmen
| Nr. | Datum            | Turnier          | Belag         | Partner            | Finalgegner                         | Ergebnis           |
| --- | ---------------- | ---------------- | ------------- | ------------------ | ----------------------------------- | ------------------ |
| 1.  | 7. März 2021     | Buenos Aires (1) | Sand          | Gonzalo Escobar    | Tomislav Brkić Nikola Čačić         | 3:6, 5:7           |
| 2.  | 24. April 2021   | Belgrad          | Sand          | Gonzalo Escobar    | Ivan Sabanov Matej Sabanov          | 3:6, 6:75          |
| 3.  | 13. Juni 2021    | Stuttgart        | Rasen         | Gonzalo Escobar    | Marcelo Demoliner Santiago González | 6:4, 3:6, [8:10]   |
| 4.  | 15. Januar 2022  | Adelaide         | Hartplatz     | Gonzalo Escobar    | Wesley Koolhof Neal Skupski         | 6:75, 4:6          |
| 5.  | 25. Juni 2022    | Mallorca         | Rasen         | Gonzalo Escobar    | Rafael Matos David Vega Hernández   | 6:75, 7:66, [1:10] |
| 6.  | 19. Februar 2023 | Buenos Aires (2) | Sand          | Nicolás Barrientos | Simone Bolelli Fabio Fognini        | 2:6, 4:6           |
| 7.  | 22. Oktober 2023 | Antwerpen        | Hartplatz (i) | Adam Pavlásek      | Petros Tsitsipas Stefanos Tsitsipas | 7:65, 4:6, [8:10]  |
| 8.  | 4. Mai 2024      | Madrid           | Sand          | Adam Pavlásek      | Sebastian Korda Jordan Thompson     | 3:6, 6:77          |
| 9.  | 1. Oktober 2024  | Tokio            | Hartplatz     | Robert Galloway    | Julian Cash Lloyd Glasspool         | 4:6, 6:4, [10:12]  |
| 10. | 9. Februar 2025  | Dallas           | Hartplatz (i) | Robert Galloway    | Christian Harrison Evan King        | 6:74, 6:74         |
| 11. | 24. Mai 2025     | Genf             | Sand          | Joran Vliegen      | Sadio Doumbia Fabien Reboul         | 7:64, 4:6, [9:11]  |
| 12. | 26. Juni 2025    | Eastbourne       | Rasen         | Joran Vliegen      | Julian Cash Lloyd Glasspool         | 4:6, 6:75          |

## Abschneiden bei Grand-Slam-Turnieren

### Doppel
| Turnier         | 2017 | 2018 | 2019 | 2020 | 2021 | 2022 | 2023 | 2024 | 2025 | Karriere |
| --------------- | ---- | ---- | ---- | ---- | ---- | ---- | ---- | ---- | ---- | -------- |
| Australian Open | —    | —    | —    | 1    | 1    | AF   | 2    | VF   | AF   | VF       |
| French Open     | —    | —    | —    | 1    | 1    | 2    | 2    | 1    | 1    | 2        |
| Wimbledon       | 1    | —    | —    |      | AF   | 1    | VF   | 1    | 1    | VF       |
| US Open         | —    | —    | —    | —    | 1    | AF   | 2    | 1    |      | AF       |

Zeichenerklärung: S = Turniersieg; F, HF, VF, AF = Einzug ins Finale / Halbfinale / Viertelfinale / Achtelfinale; 1, 2, 3 = Ausscheiden in der 1. / 2. / 3. Hauptrunde; Q1, Q2, Q3 = Ausscheiden in der 1. / 2. / 3. Qualifikationsrunde; nicht ausgetragen